# Amphobotrys
Amphobotrys is een monotypisch geslacht van schimmels uit de familie Sclerotiniaceae. Het bevat alleen Amphobotrys ricini.